# شوقي أفندي
شوقي أفندي رباني (1276-1336هـ، 1897-1957م)، المعروف أيضًا باسم شوقي أفندي، قام بإدارة أمور الجامعة البهائية في العالم لمدة 36 عامًا، طوّر خلالها النظام الإداري البهائي العالمي. هو حفيد عبدالبهاء، ووفقًا لوصية عبدالبهاء في ألواح الوصايا، تولّى إدارة شؤون البهائيين بعد وفاة عبدالبهاء منذ 28 نوفمبر 1921م حتى وفاته عام 1957م، ولُقب منذ ذلك الحين بـ ولي أمر الله.
تولّى ولي الأمر الشاب مسؤوليته في أعقاب الحرب العالمية الأولى في ظروفٍ مضطربةٍ. من أهم إنجازاته تأسيس النظام الإداري البهائي بناءً على ألواح الوصايا لعبدالبهاء، والتي وصفها عبدالبهاء بنفسه بأنه «ميثاق النظام الإداري البهائي». وبعد دراسةٍ دقيقةٍ لكتابات بهاءالله وعبدالبهاء بخصوص تأسيس المؤسسات البهائية، أحدث طرقًا لإنشاء وتأسيس المؤسسات الإدارية البهائية.
في موازاة ذلك، قام شوقي أفندي بترجمة كتابات بهاءالله من الفارسية والعربية إلى اللغة الإنجليزية، ووضع نموذجًا للآخرين للترجمة مستقبلًا. قام أيضًا بتلخيص وترجمة كتاب «تاريخ النبيل» الذي يُعتبر من الكتب التاريخية المهمة للبهائيين، حيث دوّن الكتاب نبيل الزرندي الذي كان مرافقًا لبهاءالله ومعاصرًا له، وهو كتابٌ مرتبطٌ بتاريخ السنوات الأولى للدين البهائي، سمّى شوقي أفندي تلخيصه لكتاب «تاريخ النبيل» بكتاب «مطالع الأنوار». كما قام أيضًا بشكلٍ مستقلٍ بتدوين تاريخ الدين البهائي بدقةٍ ومنهجيةٍ في أربعة مجلداتٍ تحت عنوان «God Passes By» والذي تُرجم إلى «القرن البديع».
نفّذ شوقي أفندي برامج لنشر وترويج الدين البهائي في جميع أنحاء العالم، وأرسل شخصيًا العديد من الرسائل إلى البهائيين في العالم يدعوهم إلى أداء واجباتهم وتقديم خدماتهم بإخلاصٍ لمجتمعاتهم. كما قام بتخطيط نقاط الهجرة حول العالم وتشجيع المهاجرين لترك أوطانهم وتعمير البلدان. خلال هذه السنوات، زاد عدد الدول التي وصلت إليها رسالة بهاءالله من 35 إلى 219. قام أيضًا بتوسيع المركز البهائي العالمي في مدينة حيفا وشراء الأراضي والحدائق حول مقام الباب وتصميمها وتنفيذها. قام ببناء قبةٍ جميلةٍ على مرقد الباب، المعروف بـ «المقام الأعلى»، ورتّب أيضًا حدائق فريدةٍ حول مرقد بهاءالله خارج مدينة عكا، والمعروف باسم «الروضة المباركة». قام بتجهيز مبنى «دار الآثار» الذي يضم جميع آثار وكتابات الباب وبهاءالله الأصلية. وقد تم اتخاذ كل هذه الإجراءات لتوفير فضاءٍ روحانيٍ مناسبٍ للمركز الإداري والروحاني للجامعة البهائية العالمية. خلال هذه السنوات، ركّز اهتمامه على بناء المؤسسات المحلية والمركزية وشرح مبادئ انتخابات المحافل الروحانية في المجتمعات البهائية في جميع أنحاء العالم. بالنسبة لمجتمعٍ لا يحتوي على كهنةٍ ورجال دينٍ، فإن هذه المؤسسات المنتخبة ديمقراطيًا تُعتبر أساس الوحدة والتقدم والاستدامة. سعى شوقي أفندي إلى تنمية المجتمعات البهائية الوليدة إلى المستوى الذي أصبحت فيه المؤسسات الإدارية قادرةً على تشكيل بيت العدل الأعظم مستقبلًا. بيت العدل الأعظم هو المؤسسة التي تولت إدارة شؤون الجامعة البهائية عالميًا منذ وفاة شوقي أفندي، وستستمر في إدارة وتنظيم شؤون البهائيين حول العالم.

## ميلاده ونشأته
كان ميلاد شوقي أفندي في 27 رمضان عام 1314 هـ الموافق الأول من مارس 1897 ميلادية. و هو الحفيد الأرشد لـ عبدالبهاء. والدته ضيائية خانم ووالده ميرزا هادي الشيرازي.
أسماه عبدالبهاء "شوقي"، ولكن في جميع الأوقات كان يخاطبه (شوقي أفندي). وقد أوصى عبدالبهاء جميع أفراد العائلة وحتى والديه أن لا يتعاملوا معه كبقية الأطفال، ويجب أن ينادوه بـ شوقي أفندي تجليلاً له.
كان عبدالبهاء والعائلة يسكنون في عكا في سراي عبد الله باشا عندما وُلد شوقي أفندي، وكان وقتها مسجونًا من قبل السلطان عبد الحميد العثماني، واستمر هذا السجن في عكا حتى عام 1908م عندما قامت ثورة تركيا الفتاة في تركيا وأطلق سراح جميع المسجونين. لذا بعد أن قضى عبدالبهاء وأخته بهية خانم أقرب من 50 سنة في النفي والسجن شاهدوا وجه الحرية.
وقد كان عبدالبهاء يبلغ من العمر 53 عامًا عندما ولد شوقي أفندي أول أحفاده، وكان قد فقد عددًا من الأولاد قبل ذلك، وأشهرهم حسين الذي توفي وهو طفلٌ صغيرٌ، ولم  يبق له سوى  4 بناتٍ. وأصبح له 13 حفيدًا وحفيدةً من 3 من بناته، وأرشدهم شوقي أفندي.

## تعليمه ودراسته
تلقى شوقي أفندي تعليمه الأولي في المنزل مع بقية أطفال العائلة، ثم التحق بعد ذلك إلى مدرسة الفرير الفرنسية في حيفا، ثم درس بمدرسةٍ كاثوليكيةٍ أخرى في بيروت.
التحق شوقي أفندي لاحقًا بالكلية السورية البروتستانتية (التي عرفت لاحقًا بالجامعة الأمريكية في بيروت)، حيث تلقى فيها تعليمه الثانوي وأولى سنوات تعليمه الجامعي، وحصل على شهادة ديبلوم في الأدب سنة 1918م. 
ويذكر شوقي أفندي  أنه لم يكن سعيدًا في المدرسة، وكثيرًا ما كان يعود في العطل إلى حيفا ليمضي الوقت مع جده عبد البهاء. و خلال سنوات دراسته، كرّس نفسه لإتقان الإنجليزية وإضافتها إلى اللغات الفارسية والتركية والعربية والفرنسية التي كان يتحدث بها بطلاقةٍ، لدرجة أنه كان قادرًا على ترجمة رسائل عبدالبهاء ويخدم كسكريتيرٍ له .و بعد إتمام دراسته بالجامعة الأمريكية في بيروت، سافر لاحقًا إلى كلية بليول Balliol College بجامعة أكسفورد في بريطانيا، حيث سُجل ضمن شعبة الاقتصاد والعلوم الاجتماعية Social Sciences، بينما استمر في تطوير مهاراته في الترجمة.
في الوقت الذي كان فيه شوقي أفندي في مرحلة الدراسة بإنجلترا، وصلت إليه أخبار وفاة عبدالبهاء في 29 نوفمبر 1921م. وحسب ما ذكره وليسلي تيدور بول Wellesley Tudor Pole الذي سلّمه بنفسه برقية الخبر، فإن وقع ذلك الخبر كان مؤلمًا جدًا عليه.

## موجز تاريخه
تولى شوقي أفندي رباني شؤون الأمر البهائي عام 1921م حسب وصية جده عبد البهاء عباس والتي تم العمل بها حين وفاته. كان شوقي أفندي لا يزال طالبًا يدرس في كلية باليول بجامعة أكسفورد في ذلك الوقت، ولم يكن قد تخطّى سن الرابعة والعشرين، ولم يتوقع بتاتًا تعيينه في مثل هذا المنصب، رغم علاقته الحميمة بجده منذ صغره.

## انجازاته
قام شوقي أفندي بولاية شوؤن الأمر البهائي منذ وفاة عبدالبهاء. ومن أهم مسؤولياته حماية الدين البهائي والدفاع عنه والمحافظة على الوحدة بين أتباعه. وبالإضافة إلى ذلك، كتب شوقي أفندي العديد من الكتب والمقالات منها كتاب بعنوان القرن البديع ترجم للغة العربية. كما قام بترجمة العديد من الكتابات البهائية إلى اللغة الإنجليزية، وترجم كذلك تاريخ الدين البهائي الذي دوّن في كتاب تاريخ النبيل تحت مسمى "مطالع الأنوار"، وهو من أهم الكتب التي تسرد تفاصيل تاريخ الدين البهائي ونشأته. ويمكن زيارة موقع المراجع البهائية للاطلاع على كتاباته العديدة باللغة الإنجليزية ورسائله لبعض المحافل المركزية.
وقام شوقي أفندي بوضع والإشراف على تنفيذ الخطط لنشر الدين البهائي في العالم واستمر في تنمية الممتلكات البهائية وتجميل الأبنية والحدائق في المركز البهائي العالمي في مدينة حيفا وعكا. فلقد أشرف بنفسه على تشيد البناء الخارحي القائم فوق مرقد الباب الذي كان قد بنى القسم الداخلي منه جده عبد البهاء.
ويعزى إلى شوقي أفندي تطوير المؤسسات الإدارية البهائية - المحلية والإقليمية. فلقد رسم بهاءالله الخطوط العريضة الأولى لهذا النظام الإداري في كتاب شريعته، وقام عبدالبهاء بعد ذلك ببلورة معالم ذلك النظام وفصّلها بوجهٍ خاصٍ في ألواح وصاياه. وعيّن عبدالبهاء في هذه الوثيقة الأخيرة حفيده البكر، شوقي أفندي، وليّاً للأمر البهائي، كما أشار أيضًا إلى انتخاب أعضاء بيت العدل الأعظم مستقبَلاً. فعكف شوقي أفندي مدة السنوات السّت والثلاثين التي تولى فيها أمور الجالية البهائية على بناء الأُسس المتينة لتشييد هذه الإدارة البهائية العالمية المتمثلة في بيت العدل الأعظم. وقام بتثقيف الجامعة البهائية في موضوع النظام الإداري، ممهّدًا السبيل لإنشاء هذه الإدارة وانتخاب بيت العدل الأعظم للمرة الأولى.
سعى شوقي أفندي إلى دعم الجامعات البهائية الناهضة في مختلف أقطار العالم وتَنْمِية قُدْراتها وازدياد عددها. فعند تعيينه وليًّا للدين البهائي، لم يكن هناك من الهيئات والمؤسسات الإدارية المركزية هيئةً واحدةً، في حين بلغ عدد هذه المؤسسات عند وفاته ستة وعشرين محفلًا روحانيًّا مركزيًّا. وفي ختام مشروع السنوات العشر الذي امتد بين عامي 1953م و1963م، والذي حددّ شوقي أفندي أهدافه وشرع في تطبيقه قبل وفاته، بلغ عدد المحافل الروحانيّة المركزيّة في العالم ستة وخمسين محفلاً.
وقد تبادل شوقي أفندي بشكلٍ دائمٍ خلال فترة ولايته للدين البهائي الرسائل على نطاقٍ واسعٍ مع الجامعات البهائية المنتشرة في العالم، خاصةً فيما يتعلق بموضوع النظام الإداري البهائي. فلقد بعث، على سبيل المثال، رسائل إلى البهائيين في أمريكا، وبريطانيا، وألمانيا، وفرنسا، وسويسرا، وإيطاليا، واليابان، وأستراليا، والهند وغيرها، شرح فيها الشروط التي ينبغي توفّرها لإجراء عمليّة انتخابات المحافل، وحدَّد نطاق وظائفها وطبيعة أنشطتها. وكانت هذه المحافل المركزية الأركان الأساسية التي كان لابد من تواجدها لإنشاء بيت العدل الأعظم، الذي يُنتخب أفراده مرةً كل خمسة أعوامٍ، من قِبَل أعضاء هذه المحافل المركزية.
وبعد وفاة شوقي أفندي في 4 نوفمبر سنة 1957م دون أن يترك وصيةً أو نجلًا، تَبينَ للبهائيين استحالة تعيين من يخلّفه في ولاية الأمر، فقام أيادي الأمر في الفترة الانتقالية آنذاك، بتعيين تسعة أشخاصٍ من بينهم، والذين أطلق عبدالبهاء عليهم مسمى "الأمناء"، ليقوموا بإدارة شؤون البهائيين عالميًا. ثم تم انتقال إدارة الشؤون البهائية إلى الإدارة البهائية العالمية المتمثلة في بيت العدل الأعظم، عندما تم تأسيس بيت العدل الأعظم لأول مرةٍ عام 1963م، من قبل المحافل الروحانية المركزية.

## روابط خارجية
- شوقي أفندي على موقع الموسوعة البريطانية (الإنجليزية)
- موقع الإسلام والدين البهائي (عربي وإنكليزي)